# Университет Адольфо Ибаньеса
Университет Адольфо Ибаньеса (исп. Universidad Adolfo Ibáñez) — частный университет в Сантьяго (Чили), назван по имени чилийского предпринимателя Адольфо Ибаньеса Боджиано.
Основан в 1988 году на базе бизнес-школы Вальпараисо, созданной, в свою очередь, в 1953 году и ставшей первым в Чили учебным заведением в области управления бизнесом.
По состоянию на 2019 год в структуре университета 5 школ (бизнеса, госуправления, психологии, коммуникаций и журналистики, дизайна) и 3 факультета (юридический, инженерно-технический, свободных искусств).
Занимает 10-е место в национальном рейтинге университетов (как государственных, так и частных) и первое место среди частных университетов Чили (по рейтингу газеты Qué Pasa).
Согласно рейтингу 2011 года латиноамериканского журнала América economía, занял первое место среди бизнес-школ Латинской Америки и удерживает 3-е место в стране по уровню подготовки выпускников, согласно газете La Segunda. Согласно рейтингу Financial Times, в 2010 году Университет занял 36-е место в мире по уровню обучения руководящего персонала (5-е в Латинской Америке и 1-е в Чили).